# Cariblatta unguiculata
Cariblatta unguiculata es una especie de cucaracha del género Cariblatta, familia Ectobiidae.

## Distribución
Esta especie se encuentra en República Dominicana.